# Anton Woensam von Worms

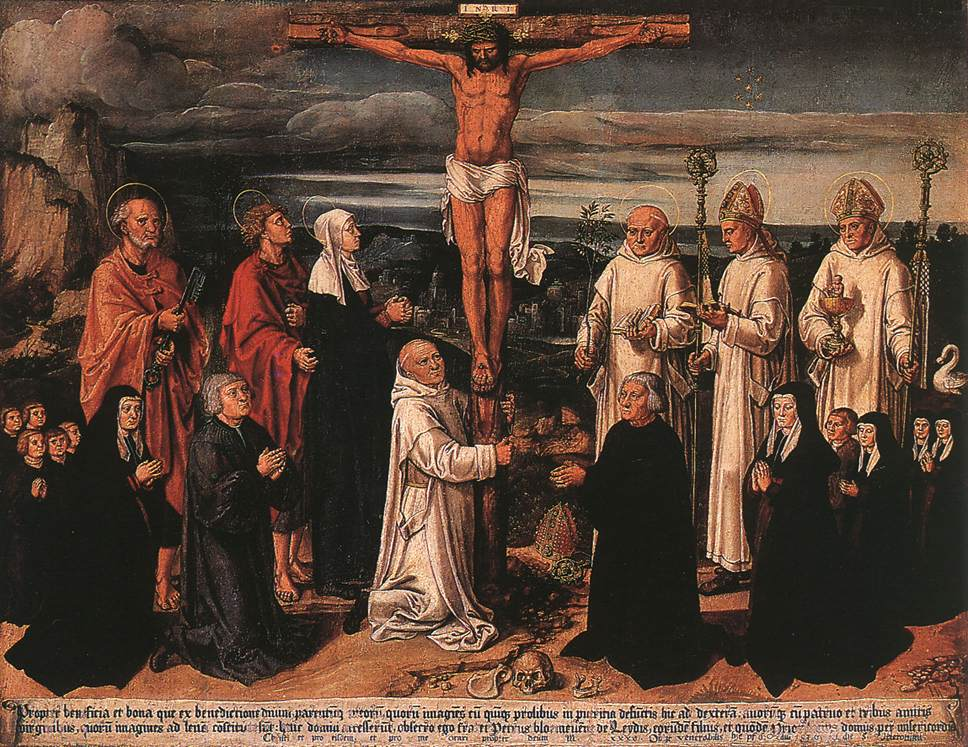
Crocifissione con santi, 1535, Wallraf-Richartz-Museum

Anton Woensam von Worms (Worms, 1495 circa – Colonia, 1541) è stato un pittore e incisore tedesco.

## Biografia
La data di nascita è incerta e collocabile tra il 1493 e il 1500, presumibilmente a Worms, figlio di Jaspar Woensam il Vecchio, pure pittore. Antoon non fu menzionato quando il padre prese la cittadinanza a Colonia, nel 1513, per cui si suppone che a quella data egli avesse già raggiunto la maggiore età.
Fu attivo principalmente a Colonia, allo stesso tempo di Bartholomeus Bruyn il Vecchio. Abile disegnatore, creò vivaci illustrazioni della Bibbia con la xilografia, curando praticamente tutte le edizioni delle Scritture a Colonia dal 1518 al 1541. Il suo capolavoro è probabilmente la veduta della città di Colonia del 1531, formata da più fogli fino a comporre una veduta di tre metri presa dalla riva Deutzer del Reno.
L'anno della morte è legato a un documento in cui si dispone della sua casa; perì probabilmente di peste.